# Hamzali
Hamzali (en macédonien Хамзали) est un village du sud-est de la Macédoine du Nord, situé dans la municipalité de Bosilovo. Le village comptait 22 habitants en 2002.

## Démographie
Lors du recensement de 2002, le village comptait :
- Macédoniens : 12
- Turcs : 8
- Serbes : 2